# Luc Terlinden

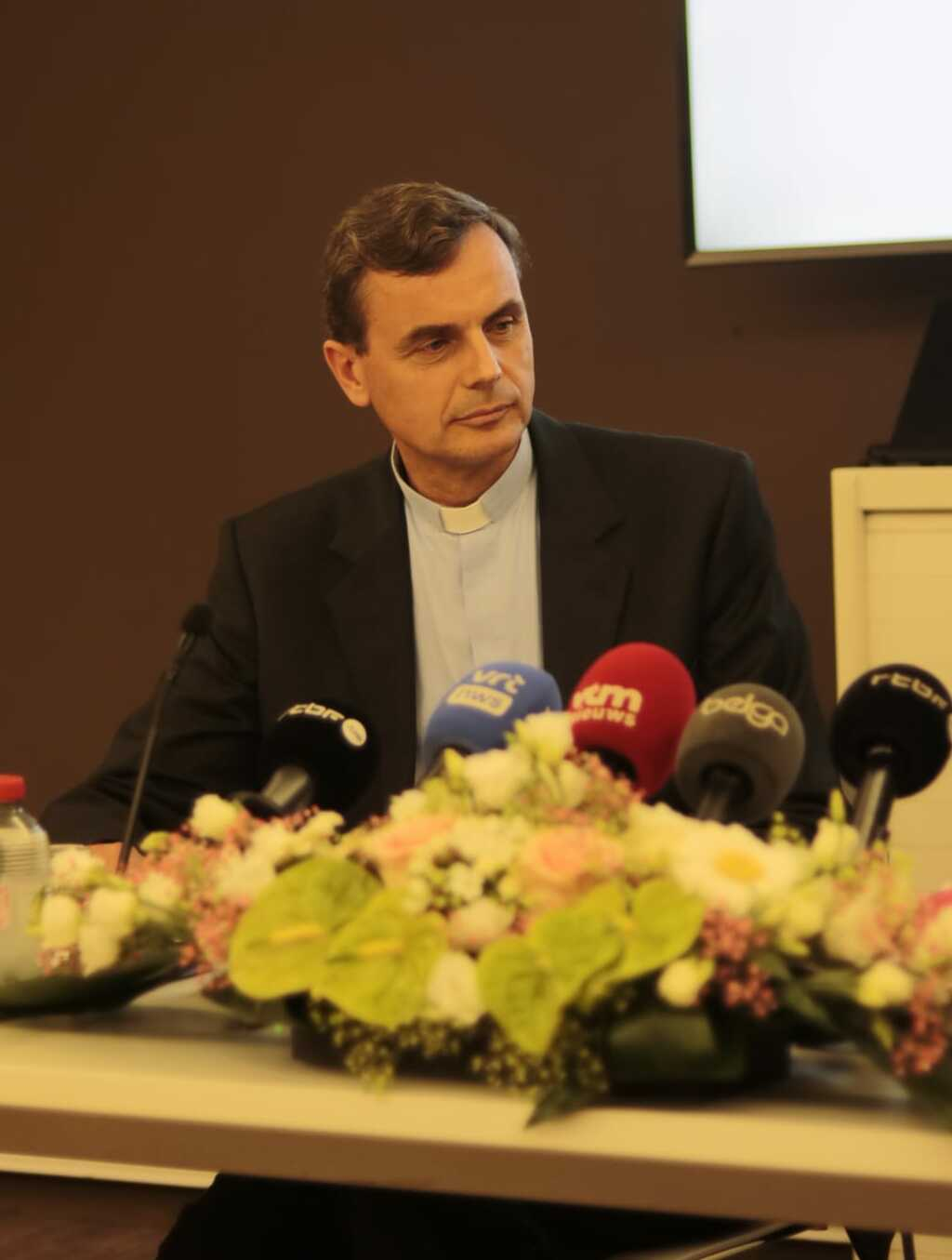
Luc Terlinden (2023)

Erzbischofswappen

Luc Christian Joseph Terlinden (* 17. Oktober 1968 in Etterbeek) ist ein belgischer römisch-katholischer Geistlicher und Erzbischof von Mecheln-Brüssel sowie Belgischer Militärbischof.

## Leben
Luc Terlinden stammt aus der Familie Terlinden, ursprünglich aus Rheinberg. Er ist ein Urenkel von Georges Terlinden (1851–1947), Generalstaatsanwalt am belgischen Kassationsgerichtshof. Er studierte Wirtschaftswissenschaften sowie Wirtschaftsingenieurwesen und absolvierte seinen Militärdienst als Reserveoffizier. Nach einigen Monaten in der Ausbildung trat er 1993 in das Priesterseminar der Diözese ein. Am 18. September 1999 empfing er von Kardinal Godfried Danneels die Priesterweihe. Anschließend spezialisierte er sich auf Moraltheologie an der Päpstlichen Akademie Alfonsiana in Rom. Seine Doktorarbeit befasste sich mit den Quellen der Moral nach den Schriften von Charles Taylor und John Henry Newman.
Im Jahr 2003 wurde er zum Pfarrvikar der Pfarrei St. Franziskus in Louvain-la-Neuve und 2010 zum Pfarrer der Seelsorgeeinheit Heilig Kreuz in Ixelles ernannt. Außerdem wurde er mit der Gründung der Pôles Jeunes XL für Brüsseler Jugendliche zwischen 18 und 30 Jahren betraut. Im Jahr 2017 wurde er zudem Präsident des frankophonen Diözesanseminars, Mitglied des bischöflichen Rates des Erzbistums Mechelen-Brüssel und Mitglied des Domkapitels der Kathedrale von Mecheln. Er unterrichtete auch am Großen Priesterseminar von Namur.
Im September 2021 wurde Terlinden zum Generalvikar des Erzbistums Mechelen-Brüssel ernannt.
Am 22. Juni 2023 ernannte ihn Papst Franziskus zum Nachfolger von Jozef Kardinal De Kesel, dessen altersbedingten Rücktritt als Erzbischof von Mechelen-Brüssel der Papst gleichzeitig annahm. Zudem bestellte ihn Papst Franziskus am 28. Juni desselben Jahres zum Militärbischof von Belgien. Die Bischofsweihe spendete ihm sein Amtsvorgänger Jozef Kardinal De Kesel am 3. September desselben Jahres in der Kathedrale von Mecheln. Mitkonsekratoren waren der Bischof von Châlons, François Touvet, und der Bischof von Antwerpen, Johan Bonny.